# Ballintogher
Ballintogher (iriska: Baile an Tóchair) är en ort i republiken Irland.   Den ligger i grevskapet Sligo och provinsen Connacht, i den norra delen av landet, 170 km nordväst om huvudstaden Dublin. Ballintogher ligger 64 meter över havet och antalet invånare är 313.
Terrängen runt Ballintogher är platt åt sydväst, men åt nordost är den kuperad.Runt Ballintogher är det glesbefolkat, med 15 invånare per kvadratkilometer. Närmaste större samhälle är Sligo, 10,2 km nordväst om Ballintogher. Trakten runt Ballintogher består i huvudsak av gräsmarker.